# Hetefejércse
Hetefejércse község Szabolcs-Szatmár-Bereg vármegyében, a Vásárosnaményi járásban. Két, korábban önálló település, Hete és Fejércse egyesüléséből jött létre 1977-ben.

## Fekvése
A vármegye északkeleti részén, a Beregi-síkon fekszik, közel az ukrán határhoz. A két különálló településrész közül Hete a nagyobbik, Fejércse jóval kisebb és az előbbitől bő egy kilométerre északra fekszik.
A szomszédos települések: észak felől Csaroda, északkelet felől Márokpapi, délkelet felől Tarpa, dél felől Gulács, délnyugat felől pedig Jánd. Északnyugat felől a legközelebbi település Tákos, de a közigazgatási határaik (a közéjük mélyen benyúló csarodai külterületek miatt) nem határosak.

### Megközelítése
Csak közúton érhető el, a 41-es főút csarodai szakasza, vagy Tarpa felől, mindkét irányból a 4125-ös úton; ez az út mindkét településrészen végighúzódik azok főutcájaként. Határszélét délen érinti még a 4113-as út is.

## Története
Hete nevét 1311 táján említették először Heche formában. Egy idevaló nemes nevében tűnt fel, aki Komoró település elpusztítói között szerepelt.
Fejércse nevét 1299-ben említette először egy oklevél Feyrche néven, mint Márok szomszédja.
1323-ban a Káta nemzetségbeli Gabrianus utódainak osztozásakor János fiai kapták, akitől később a Csarnavodai család eredt.
Fejércse a Csarnavodaiak és a velük rokon Surányiak birtoka volt. 1447-ben a Csarnavodai család részét a Szepesi család szerezte meg, míg másik részét Vetési György kapta. 1658-ban birtokosai között volt Barkóczy György is, aki birtokáról ez évben végrendelkezett. 1735-ben ludányi Bay Ferenc örökösei osztoztak meg rajta.

## Közélete

### Polgármesterei
- 1990–1994: Kósa Tibor (független)[3]
- 1994–1998: Kiss László (független)[4]
- 1998–2002: Kiss László (független)[5]
- 2002–2006: Kiss László (független)[6]
- 2006–2010: Kiss László (független)[7]
- 2010–2014: Kiss László (független)[8]
- 2014–2019: Kiss László (Fidesz-KDNP)[9]
- 2019–2024: Kiss László (független)[10]
- 2024– : Kiss László (független)[1]

## Népesség
A település népességének változása:
| Lakosok száma | 316  | 316  | 295  | 258  | 269  | 283  | 284  |
|               | 2013 | 2014 | 2015 | 2021 | 2022 | 2023 | 2024 |

2001-ben a település lakosságának 91%-a magyar, 9%-a cigány nemzetiségűnek vallotta magát.
A 2011-es népszámlálás során a lakosok 79,4%-a magyarnak mondta magát (20,6% nem nyilatkozott; a kettős identitások miatt a végösszeg nagyobb lehet 100%-nál). A vallási megoszlás a következő volt: római katolikus 3,1%, református 94,8%, felekezeten kívüli 0,3% (1,7% nem válaszolt).
2022-ben a lakosság 91,4%-a vallotta magát magyarnak, 12,3% cigánynak, 5,6% ukránnak, 1,1% románnak, 0,4% szlováknak, 0,4% örménynek, 0,4% egyéb, nem hazai nemzetiségűnek (8,6% nem nyilatkozott; a kettős identitások miatt a végösszeg nagyobb lehet 100%-nál). Vallásuk szerint 4,8% volt római katolikus, 59,5% református, 1,5% görög katolikus, 1,9% felekezeten kívüli (32% nem válaszolt).

## Nevezetességei
- Hetei református templom.
- Fejércsei református templom.
- Községháza